# Марк Раваломанана
Марк Равалома́нана (або Равалума́нана — розбіжність пов'язана з вимовою літери О на Мадагаскарі), малаг. Marc Ravalomanana (нар. 12 грудня 1949, Імерінкасініна, Мадагаскар) — мадагаскарський політик, з 6 травня 2002 по 17 березня 2009 — президент Мадагаскару (повторно вибраний у 2006).

## Біографія
За віросповіданням — протестант-реформатор. Першу освіту отримав завдяки скандинавським місіонерам, також завдяки їм навчався в лютеранській школі в Європі.
Починав як торговець молочними продуктами, поступово перетворився на власника найбільшої компанії-виробника молочних продуктів.
На муніципальних виборах 14 листопада 1999 року обраний мером столиці країни, Антананаріву, отримавши 45 % голосів. Напередодні виборів мера Антананаріву він не став опиратися на підтримку будь-якої існуючої партії, висунувшись від щойно створеного ним самим суспільно-політичного руху Tiako larivo («Я люблю Ларіва» = тобто, Антананаріву). Назва, деякою мірою, містила відсилання до його компанії TIKO Group. На посаді мера позитивно зарекомендував себе (покращилася очистка вулиць від сміття, здійснена прокладка нових мереж водопостачання та каналізації та ін.). Зміг залучити до вирішення міських проблем фінансування Світового Банку, Євросоюзу і Французького агентства розвитку
На президентських виборах наприкінці 2001 року посів перше місце, отримавши 46 %, тоді як діючий президент Дідьє Рацірака — всього 40 %. За законодавством потрібний другий тур, проте Равалуманана оголосив, що підрахунок голосів був проведений з порушеннями, і направив до Виборчої комісії заяву з вимогою дискваліфікувати Раціраку за численні порушення виборчого законодавства (такі, як залучення до своєї кампанії державних ресурсів і службовців), які дійсно мали місце. 22 лютого 2002 року, в ході масового мітингу на столичному стадіоні, проголосив себе обраним президентом Мадагаскару.
Кілька місяців тривали сутички з прихильниками Раціраки, які блокували столицю. Спочатку Равалуманана не був визнаний президентом за кордоном. Перелом у ставленні іноземних держав до легітимності Равалуманани настав у кінці квітня 2002 року. Новий склад Адміністративної палати Верховного Суду скасував ключові кадрові призначення Раціраки до складу Конституційного суду, що змінило розклад сил на користь нового президента.
Конституційний суд оперативно проголосив Равалуманану переможцем у першому турі 29 квітня 2002. Він повторно склав президентську присягу 6 травня 2002 р. 5 липня Рацірака втік з країни, і питання про спірність обрання Равалуманани було зняте.
На парламентських виборах 15 грудня 2002 року партія президента TIM отримала 103 місця в парламенті — абсолютну більшість. Прихильники Раціраки, що домінували раніше в політичному житті країни (партія AREMA), завоювали тільки 3 депутатських мандата.
Заслугою Равалуманани вважається поліпшення інфраструктури країни, перш за все доріг, а також підвищення якості освіти та медицини, проте його критикують за нездатність впоратися з надзвичайно низьким рівнем життя в країні, хоча і відзначають, що корупція при ньому знизилася,.
Роки правління Равалуманани характеризуються економічним зростанням: у 2003 році на рекордні для країни 9,6 % ВВП, і згодом уряду вдавалося підтримувати економічне зростання на рівні 5-6 %. У той же час, в 2004 році уряд ввів плаваючий курс мадагаскарського франка, який відразу ж обвалився на 50 %, що викликало зростання цін і серйозну інфляцію. У жовтні 2004 року Мадагаскар був визнаний МВФ бідною закредитованою країною (категорія HIPC), що дозволило списати 80 % боргу, понад 800 млн дол. Уряд також зумів отримати допомогу від ЄС та інших міжнародних донорів.
18 листопада 2006 його літак був змушений відмовитися від посадки в столиці у зв'язку з повідомленнями про заколот, який, проте, був незабаром придушений.
У квітні 2007 року провів адміністративну реформу, розділивши країну на 22 «зони розвитку», що обмежило вплив провінційних губернаторів. Реформа передбачала вибудовування «вертикалі влади», в якій президент міг опосередковано взаємодіяти з місцевою владою, причому логіка цієї взаємодії була економічна.
На початку 2009 року позиції президента були серйозно підірвані скандалом з купівлею нового президентського літака за 60 млн дол., а також проектом угоди уряду з південнокорейською компанією Daewoo, яка передбачала передачу величезної території в оренду на 99 років для виробництва кукурудзи і пальмової олії. Передані землі становили близько половини всіх придатних для обробки сільгоспугідь Мадагаскару, а вирощені сільгосппродукти повинні були повністю експортовані в Південну Корею.
У січні 2009 року в країні почалися масові протести, які очолив мер Антананаріву Андрі Радзуеліна, головний опонент влади. 31 січня 2009 року Радзуеліна проголосив себе президентом, обґрунтовуючи це бездіяльністю влади у вирішенні нагальних проблем громадян. У відповідь президент позбавив його посади мера. 7 лютого влада розстріляли багатотисячну демонстрацію біля президентського палацу, спричинивши численні людські жертви.
17 березня 2009 року президент країни Марк Равалуманана був фактично усунений зі своєї посади суперником, на бік якого перейшла армія, яка раніше обіймала нейтральну позицію. Згідно з суперечливими повідомленнями, Равалуманана був вигнаний з президентського палацу військовими формуваннями під керівництвом контр-адмірала Іполита Рамарусуна. Оголошено про формування перехідного уряду під керівництвом колишнього мера Антананаріву Андрі Радзуеліни, який відразу змістив з посад 8 міністрів, тим самим ще більше послабивши позиції колишнього президента. Тим часом, Африканський Союз, саміт якого мав відбутися в Антананаріву, засудив цю «спробу путчу».
Після повалення неодноразово намагався повернутися на Мадагаскар, проте нова влада всіляко цьому перешкоджали. Намагався стати кандидатом на президентських виборах 2013 року, проте не був зареєстрований. 12 жовтня 2014 року Равалуманана, без відома влади, все ж приїхав на Мадагаскар. Через кілька днів влада взяла штурмом його будинок, Равалуманана був заарештований і утримувався на військовій базі Анціранана, на півночі Мадагаскару. В кінці 2014 — на початку 2015 рр. в рамках діалогу політичних сил брав участь у зустрічах колишніх президентів, куди його возили під конвоєм з військової бази. У травні 2015 року всі звинувачення були зняті і він був звільнений.